# シャヴァリア (DD-451)
シャヴァリア (USS Chevalier, DD-451) は、アメリカ海軍の駆逐艦。フレッチャー級駆逐艦の一隻。艦名はゴッドフリー・シャヴァリア少佐に因む。

## 艦歴
「シャヴァリア」はフレッチャー級駆逐艦の第1期発注艦の一艦としてメイン州バスのバス鉄工所社で1941年4月30日に起工し、1942年4月11日にシャヴァリア少佐夫人によって進水。艦長E・R・マクレーン・ジュニア少佐の指揮下1942年7月20日に就役し、太平洋艦隊への配属が内定する。
就役後、10月3日から12月11日までの間はバミューダ諸島とノーフォーク間の沿岸部を航行するタンカーなどの輸送船団の護衛に二度、北アフリカ戦線への増援部隊の護衛に一度従事する。12月17日、「シャヴァリア」はノーフォークを出港し、1943年1月22日にニューヘブリディーズ諸島エファテ島に到着する。1月27日、最末期となったガダルカナル島の戦いに加わるロバート・C・ギッフェン少将率いる第18任務部隊に配属され、エファテ島を出撃。1月29日夜から1月30日にかけて起こったレンネル島沖海戦では対空砲火を撃ったものの、重巡洋艦「シカゴ」 (USS Chicago, CA-29) が度重なる魚雷の命中を受けて沈没した。「シャヴァリア」は警戒しながら後退し、エファテ島を経て2月14日にエスピリトゥサント島に帰投した。
5月4日、「シャヴァリア」は3隻の掃海駆逐艦、「ガンブル」 (USS Gamble, DM-15) 、「ブリース」 (USS Breese, DM-18) および「プレブル」 (USS Preble, DM-20) を駆逐艦「ラドフォード」  (USS Radford, DD-446) とともに護衛してエスピリトゥサント島を出撃。3日後の5月7日夜、「シャヴァリア」および「ラドフォード」と掃海駆逐艦は、コロンバンガラ島とその南隣のアルンデル島の間にあるブラケット水道に到着し、少なくとも250個以上の機雷を敷設して全速力で退散していった。ブラケット水道は、コロンバンガラ島への日本海軍の「東京急行」がしばしば利用していた。果たせるかな、翌5月8日、コロンバンガラ島に駆逐艦「親潮」「黒潮」および「陽炎」の第十五駆逐隊が到着し、輸送任務を終えてブラケット水道に入ったところ、3隻は相次いで触雷して「黒潮」は轟沈し、「親潮」「陽炎」は航行不能となる。その様子をうかがっていたコースト・ウォッチャーズからソロモン諸島方面航空部隊（マーク・ミッチャー少将）に通報され、SBD ドーントレスを繰り出して航行不能の「親潮」「陽炎」を撃沈した。5月11日と5月14日にはニュージョージア島ビラへの艦砲射撃に加わり、またクラ湾への機雷敷設の支援を行った。
6月28日、「シャヴァリア」はエスピリトゥサント島を出撃し、ニュージョージア島のライス泊地に向かう。ビラおよびムンダ方面の日本軍の動きを封じるための上陸部隊は、日付が7月5日になる前の真夜中にライス泊地に到着して秘密裏に上陸。その間、「シャヴァリア」はビラとバイロコへの砲撃を行った。「シャヴァリア」が属したウォルデン・L・エインズワース少将の第36.1任務群は、単縦陣でバイロコへの艦砲射撃を行っていたが、そこに第三水雷戦隊（秋山輝男少将）からの「東京急行」、駆逐艦「長月」「皐月」「新月」および「夕凪」がやってきた。「長月」以下の駆逐艦は第36.1任務群を発見すると任務を輸送から戦闘に切り替え、魚雷を発射して去っていった。間もなく、その魚雷のうちの1本が「ストロング」 (USS Strong, DD-467) に命中し、航行不能に陥らせた。「シャヴァリア」は「ストロング」に接近し、241名の生存者を移乗させた。バイロコの呉第六特別陸戦隊がこの光景を見て、戦艦「伊勢」「日向」から下ろした14センチ砲で砲撃を行って「ストロング」に3発命中させると、「オバノン」 (USS O'Bannon, DD-450) がこれに対して反撃に出た。「シャヴァリア」は1時22分に「ストロング」から離れ、その後「ストロング」は搭載爆雷が爆発して沈没した。「シャヴァリア」の艦首は、「ストロング」に接近した際に接触して10個ほどの穴を空けて2フィート (61 cm) ほど裂けたが、喫水線より上だったため戦闘能力に問題なしとされた。ただ、この損傷の修理と「ストロング」の生存者上陸のため第36.1任務群から外され、7月5日夜から6日未明のクラ湾夜戦には参加できなかった。7月8日、「シャヴァリア」は修理のためエスピリトゥサント島に帰投した。
修理は7月22日には終わり、「シャヴァリア」は8月14日までソロモン海域で哨戒や護衛任務に従事する。8月15日、セオドア・S・ウィルキンソン少将率いる第三水陸両用部隊がベララベラ島への上陸作戦を行い、「シャヴァリア」はその援護にあたった。ベララベラ島へのアメリカ軍上陸の報を受けた日本軍は、急遽ベララベラ島に陸軍部隊と海軍陸戦隊を送り込むことを決め、ベララベラ島へ伊集院松治大佐率いる第三水雷戦隊主体の「東京急行」を走らせることとした。アメリカ軍はこれを察知し、第三水陸両用部隊の護衛にあたっていたトーマス・J・ライアン大佐率いる第41駆逐群をベララベラ島近海で哨戒させた。8月17日夜、第41駆逐群と第三水雷戦隊はベララベラ島北方海域で交戦したが、短い戦闘時間の末に両部隊とも引き揚げたものの、第41駆逐群は駆潜特務艇2隻と大発動艇、艦載水雷艇各1隻を撃沈して、決して手ぶらで帰ることはなかった。この海戦を第一次ベララベラ海戦という。海戦のあと、「シャヴァリア」は8月29日にエスピリトゥサント島に戻り、9月に入るとシドニーへの船団護衛任務を行った。
ベララベラ島の日本軍はアメリカ軍と、交代で上陸してきたニュージーランド軍に押しまくられ、その運命は時間の問題と考えられるようになっていった。そこで、第三水雷戦隊を派遣してベララベラ島からブインへの撤収が急遽行われることとなった。アメリカ軍は日本軍の動きを偵察機の報告で察知して、フランク・R・ウォーカー大佐率いる第4駆逐部隊を、撤退作戦の阻止のためベララベラ島近海に派遣する。10月6日20時30分頃、第4駆逐部隊はレーダーで第三水雷戦隊を探知し、約30分後に一斉に砲撃を開始して同時に魚雷も発射する。敵味方の判別がつかず先制攻撃を受けた第三水雷戦隊であったが、すぐに魚雷を発射して反撃。駆逐艦「夕雲」が集中砲火を浴びて火災を起こすが、21時1分、その「夕雲」が発射した魚雷のうちの1本が「シャヴァリア」の前部に命中し、航行不能となる。「シャヴァリア」の後方にいた「オバノン」は、急激に動きを止める「シャヴァリア」を確認して回避しようとしたが、エンジンルームに艦首を突っ込んで損傷。「オバノン」は「シャヴァリア」から少し離れたあと、救命ボートを降ろして「シャヴァリア」乗員の救助に取りかかった。第4駆逐部隊は「シャヴァリア」航行不能、「オバノン」損傷で残るは旗艦「セルフリッジ」 (USS Selfridge, DD-357) だけとなり、その「セルフリッジ」も駆逐艦「時雨」「五月雨」からの魚雷が艦首に命中して「鼻先」を失い退却していった。「夕雲」を撃沈したとはいえ、「シャヴァリア」の状況も絶望的で、最終的に放棄と決まった。ここで、第4駆逐部隊の応援のために駆けつけたものの海戦に間に合わなかったH・O・ラーソン中佐の第42駆逐群が合流し、「ラ・ヴァレット」 (USS La Vallette, DD-448) が「シャヴァリア」に対して魚雷を発射し、処分した。艦首部のみは浮いていたが、翌日爆雷を使って沈められた。「シャヴァリア」では1名の士官を含む54名が戦死し、負傷者36名を出した。この一連の海戦を第二次ベララベラ海戦という。
海戦後の後日談として、「夕雲」の機関部員の生存者が「シャヴァリア」のものと思われる救命ボートを分捕った。やがて魚雷艇が接近して移乗するよう命じられるも、威嚇した末追い払った。救命ボートは1日半経ってからブインに到着し、第八艦隊司令官鮫島具重中将に「夕雲は行方不明、全滅と聞いたが敵のボートを分捕って帰るとはよくやった。御苦労」と賞賛された。
「シャヴァリア」は第二次世界大戦の戦功で3個の従軍星章を受章した。